# Воронежское наместничество
Воро́нежское наме́стничество — административно-территориальная единица Российской империи, образованная по указу императрицы Екатерины ІІ от 1779 года.

## История
В 1779 году в ходе административной реформы Воронежская губерния была разделена на Воронежское и вновь созданное Тамбовское наместничества.
В 1781 году Екатерина II изменила исторический герб города Воронежа, заменив в нём изображение двух пушек и птицы, на новое изображение - кувшин с льющейся из него водой. Далее этот новый герб широко использовался и как герб всего Воронежского наместничества.
В 1784 году на Хреновском конном заводе графа Алексея Орлова выведена новая порода лошадей орловский рысак. Кобыл из Фрисландии скрестили с арабскими и арабо-датскими жеребцами.
В 1797 году Воронежское наместничество вместе с другими наместничествами по указу императора Павла I от 12 декабря 1796 было упразднено. Территория вошла в состав воссозданной Воронежской губернии.

## Административно-территориальное деление
Первоначально Воронежское наместничество делилось на 15 уездов:
- Беловодский уезд
- Бирюченский уезд
- Бобровский уезд
- Богучарский уезд
- Валуйский уезд
- Воронежский уезд
- Задонский уезд
- Землянский уезд
- Калитвянский уезд
- Коротоякский уезд
- Купянский уезд
- Ливенский уезд
- Нижнедевицкий уезд
- Острогожский уезд
- Павловский уезд

В 1782 году из Тамбовского наместничества в Воронежское был передан Гваздынский уезд.

## Население
| Год  | Население, чел. | В том числе городское, чел. |
| ---- | --------------- | --------------------------- |
| 1785 | 809 600         |                             |

## Руководители наместничества

### Генерал-губернаторы
- 1779 — 16.02.1782 — Щербинин, Евдоким Алексеевич
- 16.02.1782 — 13.04.1793 — Чертков, Василий Алексеевич

### Правители наместничества
- июль 1775 — 03.04.1791 — Потапов, Иван Алексеевич
- 06.04.1792 — 28.06.1794 — Хорват, Осип Иванович
- 28.01.1796 — 27.10.1797 — Новиков, Иван Васильевич